# Filmstudio Erster August
Das Filmstudio Erster August (chinesisch 八一電影製片廠 / 八一电影制片厂, Pinyin Bā-Yī diànyǐng zhìpiànchǎng, englisch August First Film Studio, August 1st Film Studio oder Bayi Film Studio) ist das einzige militärische Filmstudio in China, in ihm entstanden seit seiner Gründung 1952 zahlreiche Produktionen, überwiegend Armee- und Propagandafilme.

Insigne der Volksbefreiungsarmee, ein roter Stern mit den chinesischen Schriftzeichen für den 1. August (八一 (Bā-Yī)), den Jahrestag des Nanchang-Aufstands 1927

Ursprünglich hieß es auf Chinesisch Jiefangfun dianying zhipianchang 解放軍電影製片廠 (PLA Film Studio / Volksbefreiungsarmee-Filmstudio), 1956 wurde es umbenannt, in neuerer Zeit erneut, wobei es seit 2018 mit „Abteilung Film- und Fernsehproduktion des Kultur- und Kunstzentrums der chinesischen Volksbefreiungsarmee“ bezeichnet wird.

## Geschichte
Es wurde am 1. August 1952 gegründet und ist ein hochklassig ausgestattetes Filmstudio mit Produktionskapazitäten für Spielfilme, Dokumentarfilme, militärische Lehrfilme, Nachrichtendokumentationen, wissenschaftliche Forschungsfilme, TV-Dramen und andere Filme. Der Hauptgeschäftsbereich des Studios befindet sich im Pekinger Stadtbezirk Fengtai und besteht aus der Wang Zuo Film and Television Base und der Hubei Film and Television Base. In der Zeit seit seiner Gründung hat das Studio mehr als 2.700 Film- und Fernseharbeiten zu verschiedenen Themen produziert (Stand: 11. November 2021).
Von dem Studio wurde unter anderem der Film Der Osten ist rot (Dongfang hong 东方红, 1965) produziert oder mit seiner Unterstützung die unter dem internationalen Titel bekannte Fernsehserie Soldiers Sortie (Shibing tuji 士兵突击, 2006).